# Polycaon granulatus
Polycaon granulatus is een keversoort uit de familie boorkevers (Bostrichidae). De wetenschappelijke naam van de soort is voor het eerst geldig gepubliceerd in 1923 door Van Dyke.